# Popučke
Popučke (izvirno srbsko Попучке) je naselje v Srbiji, ki upravno spada pod Mesto Valjevo; slednja pa je del Kolubarskega upravnega okraja.
- Popučke naselje - Cerkev
- Popučke naselje - Cerkev (vhod)
- Popučke naselje - mlin
- Popučke naselje - panorama
- Popučke naselje - panorama
- Popučke naselje - panorama

## Demografija
V naselju živi 2117 polnoletnih prebivalcev, pri čemer je njihova povprečna starost 39,1 let (38,2 pri moških in 40,0 pri ženskah). Naselje ima 871 gospodinjstev, pri čemer je povprečno število članov na gospodinjstvo 2,99.
To naselje je, glede na rezultate popisa iz leta 2002, večinoma srbsko, a v času zadnjih 3 popisov je opazen porast števila prebivalcev.
|  |

| Demografija | Demografija     | Demografija     |
| Leto        | Št. prebivalcev | Št. prebivalcev |
| ----------- | --------------- | --------------- |
|             |                 |                 |
|             |                 |                 |
|             |                 |                 |
|             |                 |                 |
| 1948        | 1647            |                 |
| 1953        | 1786            |                 |
| 1961        | 1741            |                 |
| 1971        | 1752            |                 |
| 1981        | 1964            |                 |
| 1991        | 2419            | 2357            |
| 2002        | 2692            | 2607            |
|             |                 |                 |

| Etnična sestava po popisu iz leta 2002 | Etnična sestava po popisu iz leta 2002 | Etnična sestava po popisu iz leta 2002 | Etnična sestava po popisu iz leta 2002 | Etnična sestava po popisu iz leta 2002 |
| -------------------------------------- | -------------------------------------- | -------------------------------------- | -------------------------------------- | -------------------------------------- |
| Srbi                                   | Srbi                                   |                                        | 2.519                                  | 96,62%                                 |
| Romi                                   | Romi                                   |                                        | 27                                     | 1,03%                                  |
| Jugoslovani                            | Jugoslovani                            |                                        | 5                                      | 0,19%                                  |
| Črnogorci                              | Črnogorci                              |                                        | 3                                      | 0,11%                                  |
| Hrvati                                 | Hrvati                                 |                                        | 1                                      | 0,03%                                  |
| Rusi                                   | Rusi                                   |                                        | 1                                      | 0,03%                                  |
| Bolgari                                | Bolgari                                |                                        | 1                                      | 0,03%                                  |
| Neznano                                | Neznano                                |                                        | 45                                     | 1,72%                                  |